# Motoman
Motoman er en industri-robot udviklet til at arbejde med tunge komponenter, blandt andet til bilfremstilling.
Robotten er udviklet af det japanske firma Yaskawa Electric Corporation og fremstilles i Europa af MOTOMAN Robotics Europe AB.
| Maskiner | Spire Denne artikel om maskiner, maskindele og apparater er en spire som bør udbygges. Du er velkommen til at hjælpe Wikipedia ved at udvide den. |